# Donalds Verbrechen
Donalds Verbrechen ist ein US-amerikanischer animierter Kurzfilm von Jack King aus dem Jahr 1945.
Auf der 2003 veröffentlichten Special Collection DVD von Basil, der große Mäusedetektiv ist der Kurzfilm als Extra enthalten.

## Handlung
Donald Duck hat eine Verabredung mit Daisy, jedoch kein Geld. Kurzerhand leert er heimlich das Sparschwein seiner Neffen Tick, Trick und Track. Er geht mit Daisy tanzen und die verabschiedet sich nach einem gelungenen Abend bei dem Erpel mit einem Kuss und nennt ihn ein „hohes Tier“ (engl. „big shot“).
Donald sieht sich in seiner Fantasie als reicher Mann mit Zigarre, doch kurze Zeit später bekommt er ein schlechtes Gewissen, da er seine Neffen bestohlen hat. Nun sieht er sich als gesuchter Verbrecher, flüchtet vor imaginären Verfolgern auf Häuserdächer und wähnt sich am Ende in Häftlingskleidung im Gefängnis. Die Zellengitter entpuppen sich als Hinterhoftür eines Unternehmens, das für die Nacht einen Tellerwäscher sucht. Donalds Gewissen signalisiert ihm, dass er das ausgegebene Geld seiner Neffen durch die Arbeit redlich verdienen könnte und so arbeitet er die ganze Nacht. Er steckt zu Hause das Geld heimlich zurück in das Sparschwein, merkt aber, dass er einen Nickel zu viel hineingetan hat. Als er die Münze aus dem Schwein klopfen will, stehen plötzlich Tick, Trick und Track in der Tür und schimpfen ihren Onkel als Dieb aus. Der Sprecher stellt fest, dass sich Verbrechen nicht auszahlt.

## Produktion
Donalds Verbrechen kam am 29. Juni 1945 als Teil der Disney-Trickfilmserie Donald Duck in Technicolor in die Kinos.

## Synchronisation
| Rolle                     | Originalsprecher  |
| ------------------------- | ----------------- |
| Donald                    | Clarence Nash     |
| Tick, Trick und Track     | Clarence Nash     |
| Daisy                     | Gloria Blondell   |
| Erzähler/Donalds Gewissen | Sterling Holloway |

## Auszeichnungen
Donalds Verbrechen wurde 1946 für einen Oscar in der Kategorie „Bester animierter Kurzfilm“ nominiert, konnte sich jedoch nicht gegen Tom der Nachtwächter durchsetzen.